# Municipio de Bokobá
El Municipio de Bokobá es uno de los 106 municipios del estado mexicano de Yucatán. Su cabecera municipal es la localidad homónima de Bokobá.

## Toponimia
El toponímico Bokobá significa en idioma maya el lugar donde se boga el agua, ya que proviene de los vocablos bok'ob, batir, bogar y ja', que significa agua.

## Colindancias
Se encuentra el municipio dentro de la demarcación de la zona henequenera de Yucatán. Limita con: al norte con Motul (municipio) y Suma (municipio), al sur con Hoctún (municipio), al este con Tekantó (municipio) y al oeste con Cacalchén (municipio). Pertenece el municipio a la denominada zona henequenera de Yucatán.

## Datos históricos
Perteneció a la jurisdicción de Ceh Pech antes de la conquista y después estuvo bajo el régimen de las encomiendas:
- 1700: Esteban Pérez Montiel, encomendero, con 481 indígenas maya a su cargo.
- 1821: La evolución de la población comienza propiamente en este año, cuando Yucatán se independiza de España.
- 1825: Formó parte del Partido de la Costa, que tuvo como cabecera a Izamal.
- 1918: A partir de este año aparece como municipio libre.

## Actividad económica
Entre las actividades productivas que se desarrollan en el municipio está preponderantemente la agricultura destacando por su importancia los cultivos de henequén, maíz, frijol, tomate, chile y cítricos.
La agroindustria henequenera tuvo una importante presencia en el municipio. En la actualidad el cultivo del henequén es una actividad secundaria.
En cuanto a la ganadería, se ha desarrollado la de bovinos y porcinos. Hay también actividad apícola y avícola.
Tiene como atractivo turístico la ex hacienda Mucuyché.